# Fast Food High
Fast Food High è un film del 2003 diretto da Nisha Ganatra.

## Uscite internazionali
- Uscita in  Canada: 25 febbraio 2003